# Емельяновка (Смоленская область)
Емельяновка — деревня в Починковском районе Смоленской области России. Входит в состав Стодолищенского сельского поселения. Население — 32 жителя (2007 год). 
Расположена в центральной части области в 30 км к юго-востоку от Починка, в 0,1 км восточнее автодороги А141 Орёл — Витебск. В 2 км южнее деревни расположена железнодорожная станция Терешок на линии Смоленск — Рославль. 

## История
В годы Великой Отечественной войны деревня была оккупирована гитлеровскими войсками в июле 1941 года, освобождена в сентябре 1943 года.